# Tradescantia petiolaris
Tradescantia petiolaris là một loài thực vật có hoa trong họ Commelinaceae. Loài này được M.E.Jones miêu tả khoa học đầu tiên năm 1908.